# Telepresencia
La telepresencia se refiere a un conjunto de tecnologías que permiten a una persona sentirse como si estuviera presente, para dar la apariencia o efecto de estar presente a través de telerrobótica, en un lugar distinto a su verdadera ubicación.
La telepresencia requiere que los sentidos de los usuarios interactúen con estímulos específicos para proporcionar la sensación de estar en ese otro lugar. Además, a los usuarios se les puede dar la posibilidad de afectar la ubicación remota. En este caso, se puede detectar la posición, los movimientos, las acciones, la voz, etc. del usuario para transmitirlos y duplicarlos en la ubicación remota para provocar este efecto. Por lo tanto, la información puede viajar en ambas direcciones entre el usuario y la ubicación remota.
Una aplicación popular la encontramos en las videoconferencias de telepresencia, el nivel más alto posible de videotelefonía. La telepresencia vía vídeo despliega una mayor sofisticación técnica y una fidelidad mejorada tanto de vista como de sonido que en la videoconferencia tradicional. Los avances técnicos en la colaboración móvil también han ampliado las capacidades de la videoconferencia más allá de la sala de juntas para su uso con dispositivos móviles portátiles, permitiendo la colaboración independientemente de la ubicación.
Un concepto similar o idéntico es el de telexistencia , que fue propuesto por primera vez por Susumu Tachi en Japón en 1980 y 1981 como patentes y el primer informe fue publicado en japonés en 1982 y en inglés en 1984.

## Historia

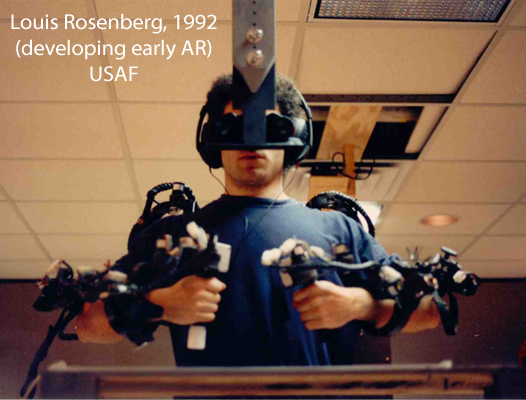
Sistema pionero de telepresencia inmersiva (USAF, 1992 - Virtual Fixtures)

En un artículo pionero, el científico cognitivo estadounidense Marvin Minsky atribuyó el desarrollo de la idea de telepresencia al autor de ciencia ficción Robert A. Heinlein: "Mi primera visión de una economía controlada a distancia provino de la profética novela de 1948 de Robert A. Heinlein, Waldo", escribió Minsky. En su cuento de ciencia ficción "Waldo" (1942), Heinlein propuso por primera vez un sistema primitivo de telepresencia maestro-esclavo manipulador.

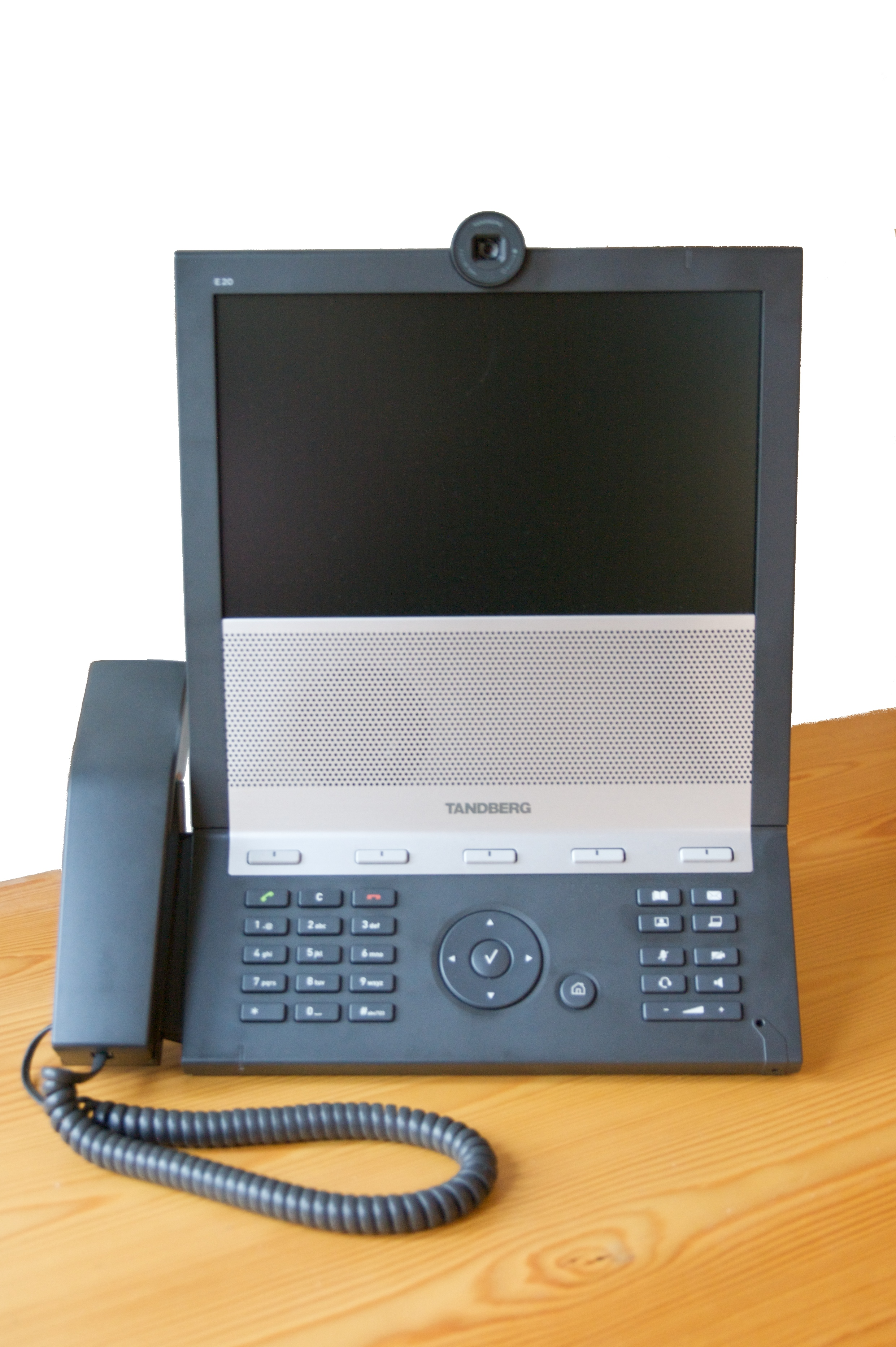
Un teléfono de videoconferencia de alta resolución Tandberg E20 destinado a reemplazar los teléfonos de escritorio convencionales

El término telepresencia, un neologismo debido al futurista Patrick Gunkel, fue introducido al público en un artículo de 1980 por Minsky, quien esbozó su visión de una versión adaptada del concepto más antiguo de teleoperación que se centraba en dar a un participante remoto la sensación de estar realmente presente en una ubicación diferente. Uno de los primeros sistemas en crear una ilusión completamente inmersiva de presencia en una ubicación remota fue la plataforma Virtual Fixtures desarrollada en 1992 en los Laboratorios Armstrong de la Fuerza Aérea de los Estados Unidos por el inventor Louis Rosenberg. El sistema incluía visualización estereoscópica de imágenes del entorno remoto, así como retroalimentación táctil inmersiva mediante un exoesqueleto completo del cuerpo superior.
La primera empresa comercialmente exitosa de telepresencia, Teleport (que más tarde fue renombrada como TeleSuite), fue fundada en 1993 por David Allen y Herold Williams. Antes de TeleSuite, dirigían un negocio de resorts del cual surgió el concepto original porque a menudo descubrían que los empresarios tenían que acortar sus estadías para participar en reuniones importantes. Su idea era desarrollar una tecnología que permitiera a los empresarios asistir a sus reuniones sin salir de los resorts para que pudieran prolongar sus estancias en el hotel.
Hilton Hotels originalmente había licenciado instalarlos en sus hoteles en Estados Unidos y otros países, pero su uso era bajo. La idea perdió impulso, con Hilton retirándose de forma eventual. TeleSuite luego comenzó a enfocarse menos en la industria hotelera y más en sistemas de telepresencia orientados a los negocios. Los accionistas finalmente tenían suficientes acciones para reemplazar al liderazgo original de la compañía, lo que finalmente llevó a su colapso.[cita requerida] David Allen compró todos los activos de TeleSuite y nombró a Scott Allen como presidente de la nueva compañía llamada Destiny Conferencing.
Destiny Conferencing licenció su cartera de patentes a Hewlett-Packard, que se convirtió en la primera gran empresa en unirse a la industria de la telepresencia, seguida pronto por otras como Cisco y Polycom (ahora llamada Poly). Después de formar un acuerdo de distribución con Polycom con sede en Pleasanton, Destiny Conferencing vendió el 5 de enero de 2007 a Polycom por 60 millones de dólares.

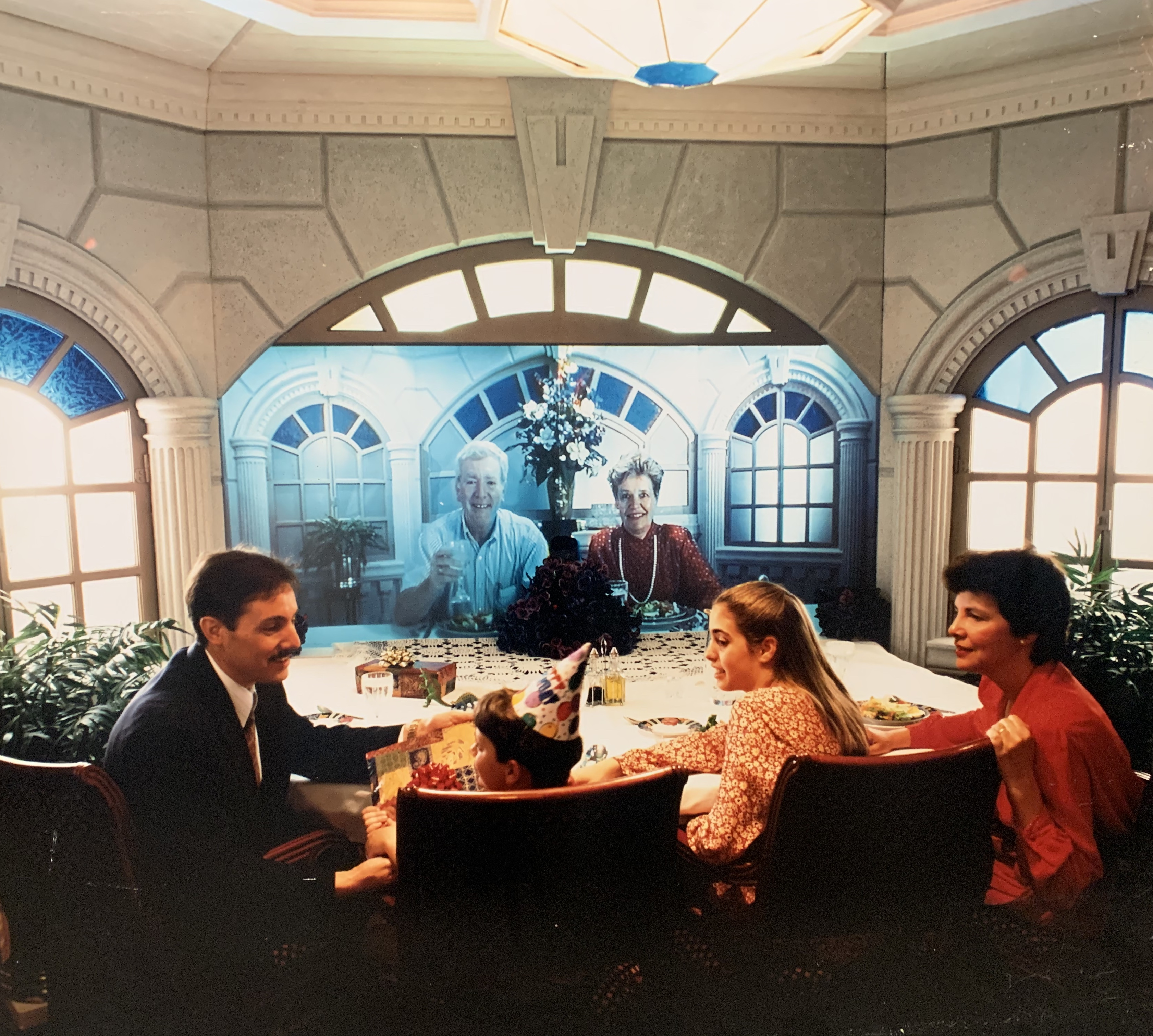
Primeros sistemas de telepresencia en 1993 (TeleSuite): de Englewood, Ohio a la ciudad de Nueva York

Un proyecto de investigación de telepresencia comenzó en 1990. Ubicado en la Universidad de Toronto, el Proyecto de Telepresencia de Ontario (OTP, por sus siglas en inglés) fue un esfuerzo interdisciplinario que involucró ciencias sociales e ingeniería. Su informe final afirmaba que "... fue un proyecto de investigación precompetitivo de tres años y 4.8 millones de dólares cuyo mandato era diseñar y probar en el campo sistemas avanzados de espacio mediático en una variedad de lugares de trabajo para obtener información sobre problemas sociológicos e ingenieriles clave. El OTP, que terminó en diciembre de 1994, fue parte del Proyecto Internacional de Telepresencia que vinculó a los investigadores de Ontario con sus contrapartes en cuatro naciones europeas. El principal patrocinador del proyecto fue el Gobierno de Ontario, a través de dos de sus Centros de Excelencia: el Centro de Investigación en Tecnología de la Información (ITRC) y el Instituto de Investigación en Telecomunicaciones de Ontario (TRIO)".

## Beneficios

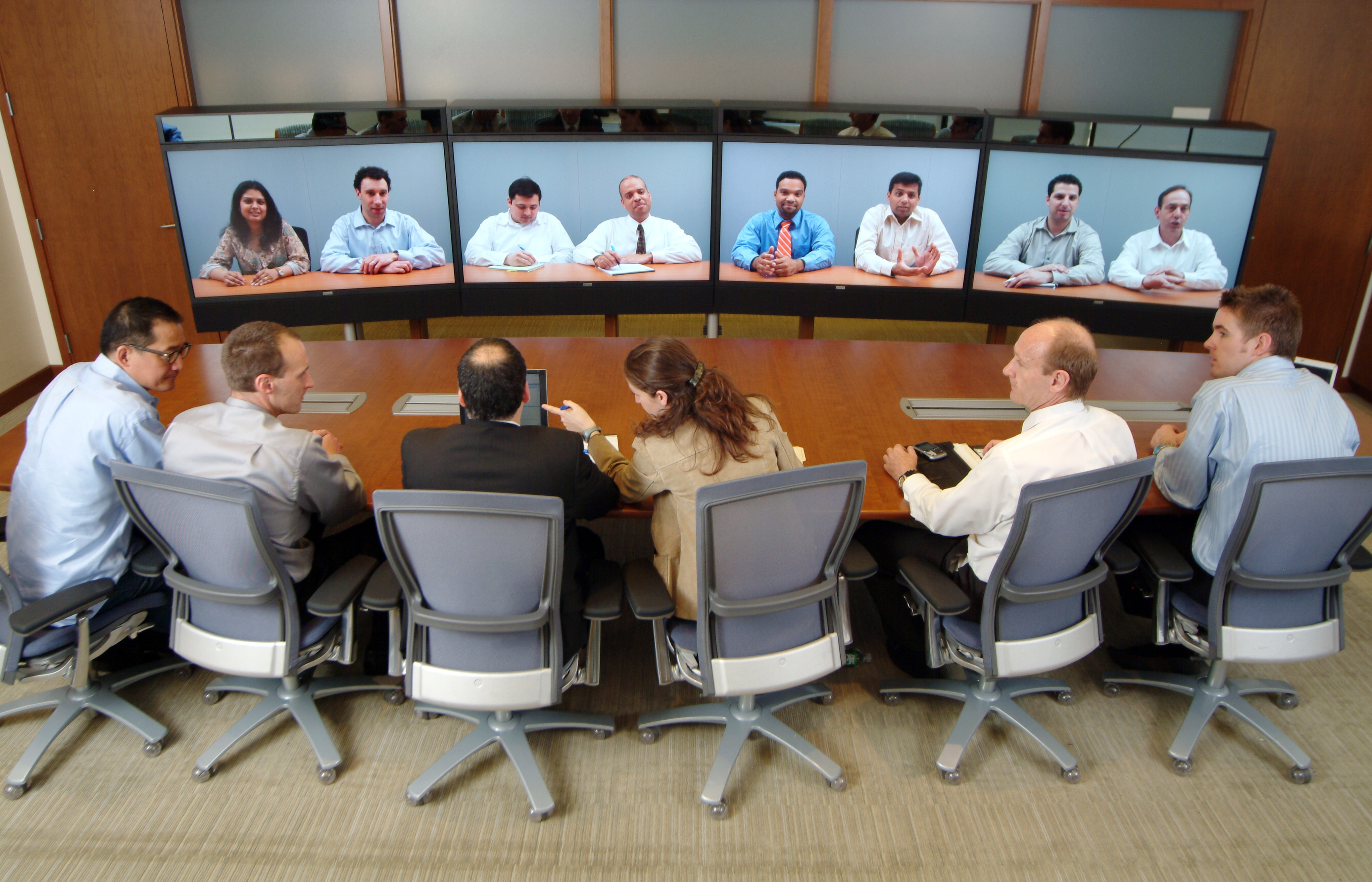
Un sistema modular de telepresencia.

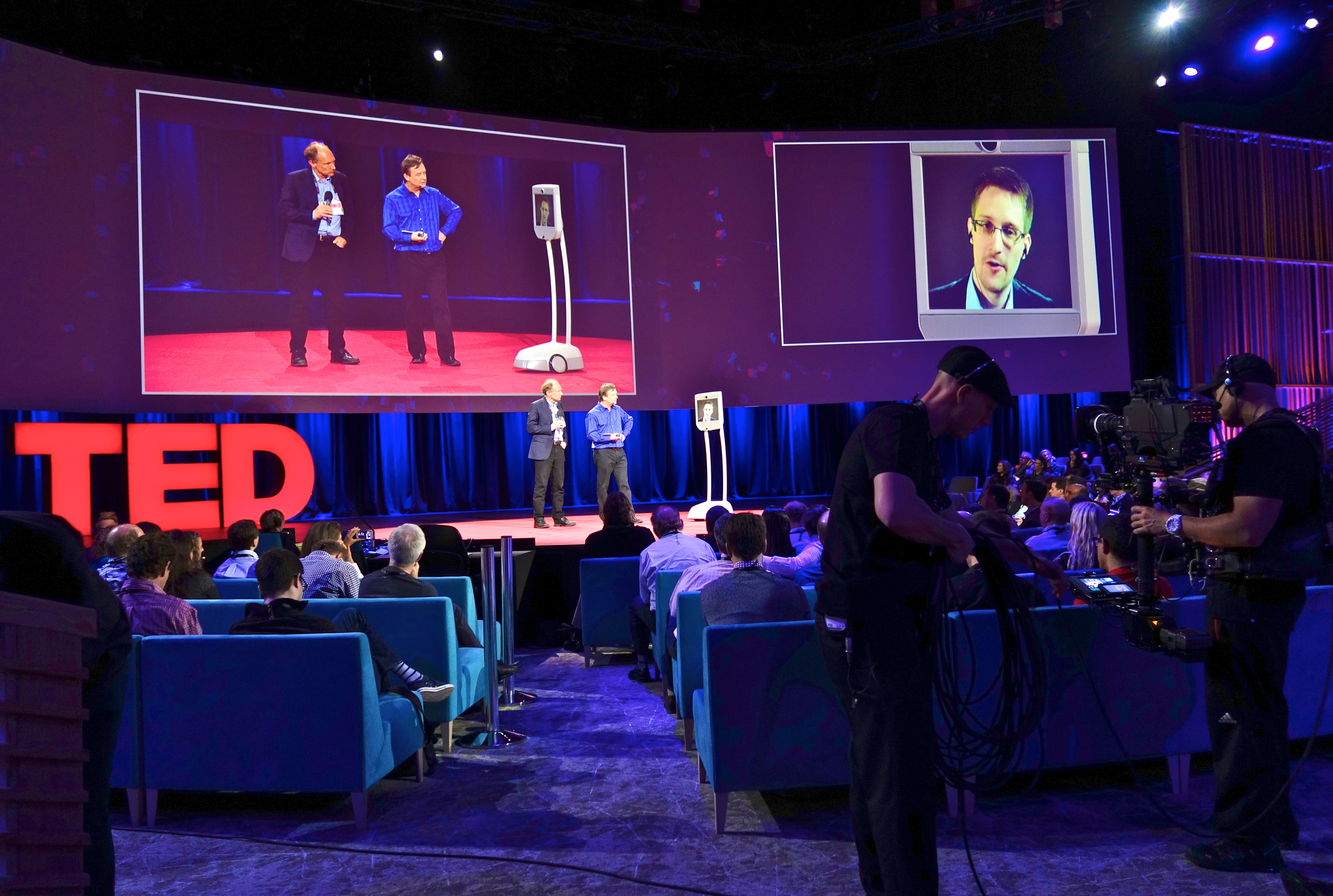
El exiliado estadounidense Edward Snowden participa en una charla TED en Texas desde Rusia a través de un robot de telepresencia, marzo de 2014.

La telepresencia permite a las personas participar en reuniones o eventos virtuales con una sensación de presencia física, a pesar de estar ubicadas en diferentes lugares geográficos. Los beneficios de la telepresencia, según expertos de la industria, incluyen:
- Reducción de gastos de viaje: La telepresencia elimina la necesidad de viajar largas distancias para asistir a reuniones presenciales, lo que resulta en ahorros significativos en términos de costes de transporte, alojamiento y otros gastos relacionados con los viajes de negocios.
- Menor huella de carbono y impacto ambiental: Al reducir la necesidad de viajar, la telepresencia contribuye a la disminución de emisiones de gases de efecto invernadero y otros impactos ambientales asociados con el transporte, lo que ayuda a mitigar el cambio climático y promueve prácticas comerciales más sostenibles.
- Mejora del equilibrio entre trabajo y vida personal: La capacidad de participar en reuniones virtuales desde cualquier ubicación permite a los empleados gestionar mejor su tiempo y compromisos personales, lo que puede conducir a una mejor conciliación de la vida familiar y laboral y, en consecuencia, a una mayor satisfacción.
- Aumento de la productividad: La telepresencia facilita la colaboración y la toma de decisiones al permitir que los equipos trabajen juntos de manera más eficiente y efectiva, independientemente de su ubicación geográfica. La capacidad de comunicarse de manera visual en tiempo real mejora la comprensión y la eficacia de las interacciones, lo que puede llevar a una mayor productividad y resultados comerciales más sólidos.[14]

Estos beneficios han llevado a una creciente adopción de la telepresencia en una variedad de industrias y sectores, ya que ofrece una alternativa rentable y conveniente a las reuniones presenciales tradicionales, especialmente en un mundo cada vez más globalizado y digitalizado.